# Belgische Westkust

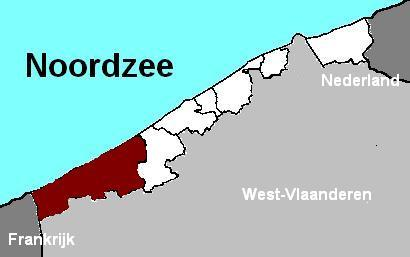
De Westkust, van De Panne tot en met Westende

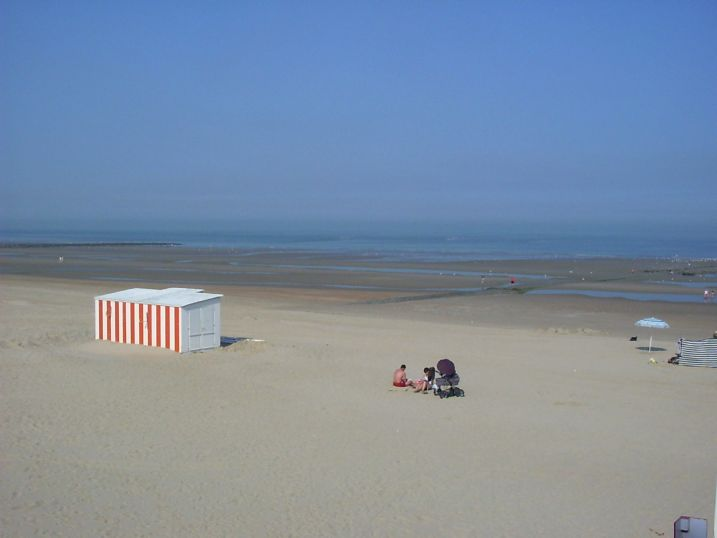
Strand in Koksijde

De Westkust is het westelijke deel van de Belgische Kust. Het is een kuststrook van ongeveer 20 km, die loopt van De Panne, tegen de Franse grens aan, tot net voor Middelkerke. Van west naar oost liggen de badplaatsen Sint-Idesbald, Koksijde, Oostduinkerke, Nieuwpoort en Westende aan de Westkust.
De Frans-Vlaamse kust in Duinkerken en oostelijk ervan hoort zowel aardrijkskundig als historisch tot de Vlaamse Westkust. Het begrip "Vlaamse Kust" omvat met de Frans-Vlaamse en Zeeuws-Vlaamse Kust namelijk meer dan alleen maar de Belgische Kust.
In Middelkerke vangt de Middenkust aan, met Oostende als centrale plaats. De kuststrook van Blankenberge tot Knokke, inclusief het natuurreservaat Het Zwin, krijgt logischerwijs de benaming Oostkust.

## Regio Westkust
Als men het over de Regio Westkust heeft, heeft men het over De Panne, Koksijde, Nieuwpoort en de stad Veurne. Deze gemeenten werken op verschillende vlakken samen onder de naam "Westkust". Deze regio wordt ook wel nog "Veurne-Westkust" genoemd.

## Politiezone Westkust
Ook is er de politiezone Westkust. Hiertoe behoren de gemeenten De Panne, Koksijde en Nieuwpoort.